# 茂津多岬灯台
茂津多岬灯台（もったみさきとうだい）は、北海道の渡島半島西側にある茂津多岬の突端に立つ白と黒に塗られた尖り屋根の大型灯台。道南最高峰の狩場山の尾根が日本海に落ち込む高台にあり、平均海面から塔頂までの高さ290 mは日本一（平均海面から灯火の高さでは、兵庫県美方郡香美町にある余部埼灯台が日本一となる）。

## 歴史
- 1937年（昭和12年） - 鉄筋コンクリート造で標高日本一の灯台が建てられる。当時は灯台守とその家族が居住していた。
- 1951年（昭和26年） - 兵庫県に余部埼灯台が建設され、この灯台は2番目になる。
- 1963年（昭和38年） - 機械が自動化され、無人の灯台になる。
- 2001年（平成13年）8月 - 改築により屋根部分が交換され、平均海面から塔頂までの高さ（290 m）では、日本一の灯台になる。

## 景勝地
灯台には展望デッキがあり、天気の良い日は日本海の海岸線や奥尻島、積丹半島を一望できるほか、緑豊かな森林や秋の紅葉を楽しむことができる。周辺は、狩場茂津多道立自然公園に指定されている。

## 交通
灯台の所在地は島牧村であるが、灯台へ向かう道は国道229号茂津多トンネルのせたな町側入口付近からの「茂津多林道」のみ。林道は舗装されているが道幅が狭い。また、冬季間は通行止めとなる。